# Доменіко Тедеско
Доменіко Тедеско (італ. Domenico Tedesco, нар. 12 вересня 1985, Россано, Італія) — італійський футбольний тренер.

## Ранні роки
Народився у місті Россано, але у віці двох років переїхав з батьками до Німеччини. Вивчившись спочатку на фахівця з оптових закупівель, отримав згодом диплом бакалавра з бізнес інженерії, а потім — магістра з інноваційного менеджменту. Як гравець, виступав за аматорську команду «Айхвальд» у Регіональній лізі.

## Кар'єра тренера
Розпочав тренерську кар'єру 2013 року, увійшовши до тренерського штабу клубу «Штутгарт», де очолював юнацьку команду з 2013 по 2015 рік. З 2016 по 2017 рік очолював молодь клубу «Гоффенгайм 1899».
2017 року вперше у кар'єрі очолив дорослу команду німецького клубу «Ерцгебірге Ауе».
З 2017 по 2019 рік очолював тренерський штаб німецького клубу «Шальке 04».
У 2019—2021 роках був головним тренером московського «Спартака».
У грудні 2021 року Доменіко Тедеско очолив німецький клуб «РБ Лейпциг».
Звільнений з посади головного тренера 7 вересня 2022 року після поразки 1:4 у першому турі групового етапу Ліги чемпіонів від «Шахтаря» (Донецьк).
На початку 2023 року Доменіко Тедеско очолив національну збірну Бельгії, яку вивів до фінальної частини чемпіонату Європи.

## Титули і досягнення
- Володар Кубка Німеччини (1):

«РБ Лейпциг»: 2021/22